# Johann Ernst Wenigk

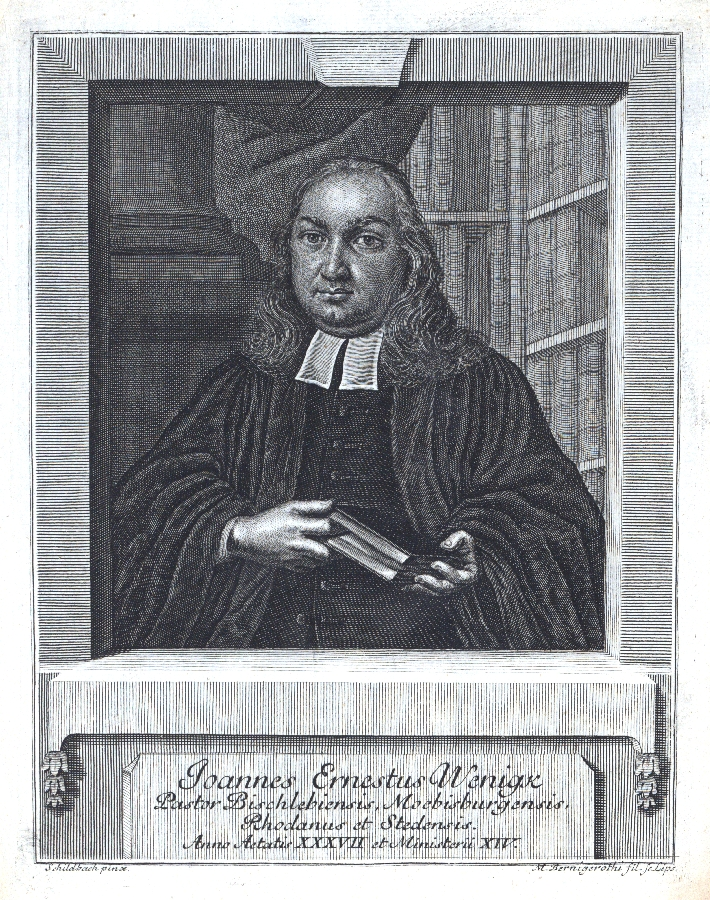
Johann Ernst Wenigk

Johann Ernst Wenigk (selten auch Wenick; * 17. Mai 1702 in Gotha als Johann Ernst Wenig; † 10. Februar 1745 in Bischleben) war ein deutscher lutherischer Theologe, Geistlicher und Kirchenlieddichter.

## Leben
Wenigk war Sohn des Hofkantors Johann Sigmund Wenig († 1709). Er erhielt gleich nach der Geburt eine Nottaufe, aufgrund seiner schwachen Gesundheit, die ihn durch sein ganzes Leben begleiten sollte. 1709 kam er an das Gymnasium Illustre Gotha und anschließend wurde er am 5. März 1718 an de Universität Jena zum Studium der Philosophie und Theologie immatrikuliert. Nachdem er den Magistergrad erlangt hatte, wurde er Pfarrer in Exdorf und Obendorf.
Wenigk kam 1731 als Pfarrer nach Grabsleben und Cobstädt, bevor er 1735 die Gemeinde in Bischleben übernahm. Dabei gehörten die Orte Rhoda, Stedten an der Gera und Möbisburg zu seiner Gemeinde. In Stedten musste er zudem das Lehramt übernehmen, da sich die Gemeinde keinen eigenen Lehrer leisten konnte. Seine schwache Gesundheit und die immense Arbeitsbelastung führten zu seinem frühen Tod. Kurz nach seinem Tod wurde die Gemeinde in zwei Pfarreien geteilt.

## Werke (Auswahl)
- Hilaria Sacra, oder Heilige Sonntagslust Der Kinder Gottes in Erbaulichen Betrachtungen und geistlichen Oden, über Die ordentliche Sonn- und Festtags-Evangelia, Des gantzen Jahres, … Mit poetischer Feder entworffen, Arnstadt 1731.
- Δοξολογία Sacra Veteris Testamenti, d. i. Gründliche Erzehlung der Herrlichkeit des Gottes-Dienstes im Alten Bunde, Jungnicol, Erfurt 1738.
- Δοξολογία Sacra Novi Testamenti, d. i. Gründliche Erzehlung der Herrlichkeit des Gottes-Dienstes im Neuen Bunde, Jungnicol, Erfurt 1738.
- Eines Gottseligen Christens Bet-Altar, Auf Welchem er das gute Rauch-Werck seines andächtigen Morgen- und Abend-Opffers dem Allerhöchsten GOtt zum Preise, sich selbsten zur seligen Seelen-Erqvickung in dem Gnaden-Reiche Jesu Christi anzündet, Jungnicol, Erfurt 1739.
- In Johann Jakob Rambachs Geistreiches Haus-Gesang-Buch, Frankfurt am Main und Leipzig 1735 wurden sechs Lieder von ihm aufgenommen.